# Laetitia Avia
Pour les articles homonymes, voir Avia.
Laetitia Avia, née le 29 octobre 1985 à Livry-Gargan (Seine-Saint-Denis), est une avocate et une femme politique française.
En 2016, elle rejoint le parti En marche, lancé par Emmanuel Macron et devenu par la suite La République en marche (LREM) ; elle y exerce plusieurs fonctions, dont celles de porte-parole et de membre du bureau exécutif.
Élue députée dans la huitième circonscription de Paris lors des élections législatives de 2017, elle est co-rapporteure du projet de loi de programmation 2018-2022 et de réforme pour la justice, et porte en 2019-2020 une proposition de loi contre les contenus haineux sur Internet, qui est adoptée par l’Assemblée nationale mais est en grande partie censurée par le Conseil constitutionnel.
Mise en cause pour l'agression d'un chauffeur de taxi en 2017, elle est accusée trois ans plus tard de comportements verbalement racistes, sexistes, homophobes et violents par cinq de ses anciens assistants parlementaires. En juillet 2023, elle est condamnée à six mois de prison avec sursis et deux ans d’inéligibilité pour harcèlement moral envers ces cinq collaborateurs. La peine est confirmée par la cour d'appel de Paris en juillet 2025.

## Situation personnelle

### Origines et famille
Laetitia Avia naît et grandit en Seine-Saint-Denis, au sein d’une famille originaire du Togo. Troisième d’une fratrie de quatre enfants — dont elle est la première née en France —, elle est la fille d'une sage-femme qui doit se reconvertir comme aide-soignante faute de reconnaissance de son diplôme, et d'un père fabricant de Minitel et chauffeur bagagiste en aéroport,. Elle est naturalisée française à l'âge de 12 ans.
En 2017, elle résidait à Saint-Mandé à côté de Paris, tout près de la porte de Vincennes,. Son mari est ingénieur,.

### Formation
En 2003, elle intègre Sciences Po Paris via une convention éducation prioritaire, programme dont elle devient par la suite « ambassadrice »,. En 2008, elle obtient un master en droit économique avec une spécialité en droit et régulation des marchés. Elle effectue également une partie de ses études au Canada, d'abord à Toronto puis à Montréal, et obtient un LLM en droit comparé de l’université McGill.

### Carrière professionnelle
En 2008, elle commence sa carrière de juriste au sein du cabinet Darrois Villey Maillot Brochier : elle conseille alors de grands groupes français et internationaux dans leurs opérations de fusions-acquisitions[réf. à confirmer]. Elle est secrétaire générale de la commission Darrois sur les professions du droit,. C’est à cette époque qu’elle rencontre Emmanuel Macron, rapporteur de cette commission, avec qui elle reste en contact régulier.
Le 26 octobre 2011, elle prête serment comme avocate au barreau de Paris.[source secondaire nécessaire]
En 2014, elle cofonde son propre cabinet baptisé A.P.E, spécialisé dans le contentieux des affaires, notamment en matière de droit commercial et boursier, qui travaille notamment avec des PME, TPE et dirigeants de société,. En 2016, elle co-fonde APE Avocats,[source secondaire nécessaire] et participe à La Relève des Échos.
Parallèlement à ses activités d’avocate, elle enseigne depuis 2011 à l’école de droit de Sciences Po et, depuis 2015, à l’école de droit pénal financier de l'université de Cergy-Pontoise[réf. nécessaire].

## Parcours politique

### Cadre de LREM
En 2016, elle rejoint le mouvement En marche dès sa création. Elle y exerce comme experte en matière de justice, puis comme référente départementale pour le Val-de-Marne,. Elle intègre la commission nationale d'investiture du parti pour les élections législatives de 2017.
Depuis novembre 2017, elle est membre du bureau exécutif de LREM, chargée de la communication et porte-parole du parti.
Aux élections élections législatives de 2022, elle est battue par la candidate d'EÉLV Éva Sas dans la Huitième circonscription de Paris, obtenant 45,29 % des suffrages exprimés.

### Députée de laXVelégislature

#### Élection
Elle fait partie des 14 premiers candidats sélectionnés par En marche pour les élections législatives de 2017. Elle est élue députée de la 8e circonscription de Paris à l’issue du second tour avec 64,6 % des voix, succédant à Sandrine Mazetier.
Le 4 juillet 2017, lors de son discours de politique générale, le Premier ministre Édouard Philippe rend en introduction hommage à la diversité de la nouvelle assemblée, évoquant sans les nommer plusieurs députés, en commençant par Laetitia Avia dont il salue le parcours et la réussite comme « le produit de son travail, de sa ténacité » et comme le résultat « d'un modèle de politique publique ».

#### Activité législative

##### Lutte contre le harcèlement et les discriminations
En septembre 2017, dans le cadre de la préparation d'un projet de loi contre les violences sexuelles et sexistes, Laetitia Avia est désignée membre du groupe de travail sur la verbalisation du « harcèlement de rue » qui remet son rapport le 28 février 2018 à Gérard Collomb, Nicole Belloubet et Marlène Schiappa : celui-ci recommande la mise en place d'une amende à 90 euros concernant les harcèlements commis dans l'ensemble de l'espace public,,.
Le 18 octobre 2018, elle propose une loi contre la « glottophobie » à la suite des propos de Jean-Luc Mélenchon envers une journaliste toulousaine. Révélant en avoir elle-même été victime, elle invite les pouvoirs publics à prendre conscience de cette discrimination ordinaire.

##### Projet de loi de programmation 2018-2022 et de réforme pour la justice
En octobre 2018, elle est nommée co-rapporteure, avec Didier Paris, du projet de loi de programmation 2018-2022 et de réforme pour la justice, sa mission portant « sur les aspects de procédure civile et administrative ainsi que d'organisation territoriale » avec comme objectifs « la lisibilité et la simplification des procédures » et en particulier « un recentrage du juge sur le cœur de sa mission : trancher les litiges »,.
Les relations sont tendues entre les deux co-rapporteurs et les institutions représentatives des avocats : celles-ci lancent une pétition en ligne, adressée au président de la République, « pour lui demander d’arrêter le processus parlementaire concernant la loi de programmation pour la justice afin de laisser les Français débattre de l’avenir de leur justice, comme de celui des autres services publics »,. Laetitia Avia s'attire également l'hostilité des avocats en faisant voter en commission des Lois un amendement — ensuite retiré — portant de deux à cinq le nombre de régions amenées à expérimenter la spécialisation de certaines cours d’appel, interprété comme le signe de la volonté des pouvoirs publics de lancer une réforme de la carte judiciaire qui ne dirait pas son nom, ou encore en ironisant sur le lancement par le Conseil national des barreaux de sa plateforme de médiation en ligne. En janvier 2019, elle est sifflée lors de l’assemblée générale de la Conférence des bâtonniers.

##### Mission relative à lutte contre la «haine» sur Internet
Le 29 mars 2018, le Premier ministre lui confie, ainsi qu’à Karim Amellal et Gil Taieb, une mission relative à la lutte contre le racisme et l'antisémitisme sur Internet.
Le 20 septembre 2018, elle remet au Premier ministre son « rapport visant à renforcer la lutte contre le racisme et l'antisémitisme sur internet », dont elle est co-rédactrice. Celui-ci vise « à répondre à la prolifération des contenus haineux sur Internet par des solutions opérationnelles, concrètes, immédiatement applicables et conformes à la liberté d'expression. »
Le 20 février 2019, à l'occasion du dîner organisé par le Conseil représentatif des institutions juives de France, Emmanuel Macron annonce que dans la continuité du rapport de septembre 2018, Laetitia Avia déposera en mai 2019, une proposition de loi visant à lutter contre la haine sur internet. Après le rapport du 20 septembre 2018, elle défend le 3 juillet 2019 une proposition de loi régulant les réseaux sociaux sur internet et plaçant les prestataires face à leurs responsabilités. Ce projet est vivement contesté par certains opposants, qui le comparent à une promotion de la censure. Le texte adopté par les députés est critiqué au Sénat, le rapporteur de la commission des Lois du Sénat, Christophe-André Frassa, dénonçant un volet pénal au cœur du dispositif « inabouti et porteur de risques pratiques et juridiques ». Le texte est adopté le 13 mai 2020 et suscite de nombreuses réserves.
Le 18 juin 2020, le Conseil constitutionnel censure l'essentiel de son texte contre « la haine en ligne », dont sa disposition phare. Il juge notamment que plusieurs dispositions constituent une « atteinte à la liberté d'expression ».

#### Candidatures au sein du groupe LREM
En septembre 2018, après la désignation de Richard Ferrand comme candidat du groupe LREM pour la présidence de l'Assemblée nationale, elle se porte candidate à la présidence du groupe LREM. Elle se présente alors comme n'étant « ni de gauche ni de droite », et affirme que son « positionnement » est « avant tout celui d’une « marcheuse » ». Elle est éliminée au premier tour de scrutin, arrivant en 4e position sur 7 candidats avec 39 voix.
En juillet 2019, à l'occasion de la remise en jeu des postes au sein du groupe LREM, elle se porte candidate à la présidence de la commission des Lois. Elle est battue au second tour de scrutin par la présidente sortante, Yaël Braun-Pivet.

### Élections municipales de 2020 à Paris
En vue des élections municipales de 2020 à Paris, elle organise une pré-campagne pour convaincre l'appareil de LREM de choisir la militante Christine Mounau comme tête de liste dans le 12e arrondissement. Sandrine Mazetier, qu’elle avait battue lors des élections législatives de 2017, est finalement investie tête de liste. Laetitia Avia est quant à elle investie en troisième position sur la liste LREM de cet arrondissement en février 2020 (pour le premier tour), puis en 29e position en mai 2020 (entre les deux tours).

### Ligne politique
Elle indique avoir voté pour François Bayrou lors de l'élection présidentielle de 2007, et pour François Hollande lors de celle de 2012. Selon Libération qui lui consacre un portrait en 2017, elle « se dit ravie de ne plus avoir à choisir entre droite et gauche » avec l'avènement de LREM. Le journal ajoute que « ses modèles sont anglo-saxons, libéraux et, à ses yeux, presque apolitiques », à savoir Condoleezza Rice et Sheryl Sandberg, numéro 2 de Facebook. Elle se dit féministe.
Au sein du groupe LREM, elle appartient au « courant libéral » sur le sujet de la laïcité,. Elle s'oppose à la proposition d'interdire aux femmes voilées d'être accompagnatrices scolaires, soutenue par Jean-Michel Blanquer.

## Engagements associatifs
Elle est « membre de plusieurs groupes de réseautage rassemblant les élites de la diversité », dont le Club XXIe siècle et l’African Business Lawyers Club. Elle est aussi ambassadrice du projet « Elles votent », qui célébrait le 70e anniversaire du droit de vote des femmes.

## Polémiques et affaires judiciaires

### Violence envers un chauffeur de taxi
Le Canard enchaîné du 5 juillet 2017 révèle que Laetitia Avia a eu, le 23 juin 2017, à Saint-Mandé, une altercation avec un chauffeur de taxi. Le chauffeur accuse la députée de l'avoir mordu à l'épaule à la suite d'un différend lié au paiement de la course. La députée voulait régler par carte bancaire, mais, évoquant un terminal hors service, le chauffeur a voulu la conduire à un distributeur de billets pour qu'elle paye en espèces, ce qu'elle a refusé. Toujours d'après Le Canard enchaîné, Laetitia Avia a reconnu devant les policiers avoir mordu le chauffeur,.

### Accusations de racisme, de sexisme, d'homophobie et condamnation pour harcèlement moral
Le journaliste David Perrotin publie, le 12 mai 2020 dans un article sur Mediapart, des témoignages provenant de cinq ex-assistants parlementaires de Laetitia Avia. Y sont décrits des humiliations et du harcèlement professionnel ainsi que des faits de racisme, de sexisme, d'homophobie. L'article est publié la veille du vote définitif de la proposition de loi contre les contenus haineux.
Les documents obtenus par Mediapart contiennent notamment des captures d'écran de conversations privées, dans lesquels la députée tient des propos homophobes et racistes envers la communauté asiatiques, tels que : « On a voté l'amendement des pd », « Tu es un faux Chinois, tu ne maîtrises pas Mac », désignant un de ses collaborateurs comme « le Chinois », « Ça sent le Chinois. ». Dans un autre échange, on y trouve la déclaration suivante : « C’est ma copine [mais] elle communique très mal sur ce qu’elle fait. C’est ce qu’il se passe quand tu mets un gay à la com’ ». Toujours selon ses anciens assistants, la députée insulte souvent, en privé, les députées qu’elle n’aime pas, nourrissant de nombreuses remarques sur leur physique. La députée serait aussi une habituée des humiliations devant d'autres parlementaires, réprimandant et dévalorisant ses collaborateurs publiquement dès que l'occasion s'y prête, au point de conduire l'un des collaborateurs à un suivi psychologique pour souffrance au travail.
Les cinq ex-assistants qui reprochent à Laetitia Avia des humiliations quotidiennes avaient fini par contacter la presse avoir avoir lancé une série d'alertes internes restées sans réponse du côté de la déontologue de l'Assemblée nationale, Agnès Roblot-Troizier, qui aurait été saisie au moins six fois sur le cas de la députée. Plusieurs collaborateurs témoignent d'une inaction de la part des députés LREM qui n'ignorent pas les faits, plus particulièrement de Richard Ferrand, alors président de l'Assemblée nationale et membre LREM.
Au cours du confinement lié à l'état d'urgence sanitaire provoqué par l'épidémie de Covid-19 en 2020, Libération rapporte que Laetitia Avia avait demandé à son attachée parlementaire — personne à risque, atteinte d'une maladie chronique, en confinement dans le Gard — de revenir à Paris pour le télétravail. Avia assure ne l'avoir jamais « forcée ». La collaboratrice dénonce le mercredi 1er avril 2020 à Mediapart une situation « injuste et irrationnelle ». Les ex-collaborateurs reprochent également à la députée des tâches sans lien manifeste avec le travail d'assistant parlementaire et de ne pas respecter le droit du travail, notamment des congés non payés et travaux antérieurs à la signature de leur contrat ,.
Les ex-collaborateurs reprochent également à la députée des tâches sans lien manifeste avec le travail d'assistant parlementaire, comme « brumiser ses jambes » ou « corriger ses copies [de] Sciences Po ». Ils lui reprochent également « de méprise[r] ses électeurs » et éviter au maximum le contact avec eux en les faisant recevoir par ses assistants parlementaires. L'un de ses anciens collaborateurs entame un suivi psychologique qui fait état de « signes d’alerte d’une souffrance au travail », la psychologue faisant notamment part, dans une note, de son « inquiétude concernant des signes alarmants » : elle y mentionne une « “boule au ventre” en se levant le matin à l’idée de se rendre sur le lieu de travail, persistante, maintenant, tout au long de la journée, vécu d’humiliations et de menaces, doubles injonctions rendant impossible un travail évalué positivement ». Les anciens collaborateurs de la députée l'accusent par ailleurs de ne pas respecter le droit du travail : congés non payés, travail effectif débuté un mois avant la signature d'un contrat.
Laetitia Avia réfute le jour même ces accusations, parlant de « bouts de messages privés [...] tronqués, détournés et décontextualisés ». Elle adresse « [ses] sincères excuses à tous ceux qui [ont] pu se sentir heurtés à la lecture de ces extraits » et indique son intention de déposer plainte pour diffamation,. Le lendemain, Mediapart publie un enregistrement sonore issu de la messagerie Telegram, utilisée par la députée et ses collaborateurs, dans lequel Laetitia Avia distribue consignes et dossiers à ses assistants, affirmant qu'elle préfère transférer certains sujets de l'un d'entre eux à un autre car « *** n'étant vraiment, malgré ses origines, pas le meilleur sur les sujets informatiques ». Un ancien collaborateur parlementaire de LREM confie par ailleurs à BFMTV que la situation était loin d'être inconnue au sein de LREM affirmant : « Je mentirais si je disais que je tombe des nues. Les collaborateurs ont alerté tout le monde, personne n’a rien fait. L’omerta a encore de beaux jours devant elle… » Une autre ajoute qu'entre collaborateurs harcelés, ils ont l'habitude de se dire qu'ils ne vont pas en parler au président de l'Assemblée nationale, Richard Ferrand, estimant que « ça le saoule ». 
Par la suite, plusieurs anciens collaborateurs parlementaires de la députée décident de déposer plainte contre elle. Une enquête pour « harcèlement moral » est alors ouverte par le parquet de Paris en juillet 2020,,. Celle-ci débouche sur un procès au tribunal judiciaire de Paris en mai et juin 2023, où la députée plaide la « gaminerie ». La procureure du tribunal judiciaire de Paris requiert contre elle un an de prison avec sursis, 10 000 euros d'amende et cinq ans d'inéligibilité ,,.
Le 5 juillet 2023, elle est condamnée en première instance pour harcèlement moral à l'encontre de plusieurs anciens assistants parlementaires à six mois de prison avec sursis et deux ans d’inéligibilité, mais elle décide de faire appel,. Le tribunal judiciaire de Paris a mis en exergue le « devoir d'exemplarité » qui incombait à Laetitia Avia en tant que parlementaire lors des faits reprochés,. La peine est confirmée en appel en juillet 2025.

### Tentatives de caviardage de son article Wikipédia
De 2017 à 2019, Laetitia Avia tente de faire modifier l'article Wikipédia qui lui est consacré pour faire disparaître des informations gênantes pour elle. Ainsi, après son altercation avec un chauffeur de taxi, la députée demande à son équipe parlementaire de « prendre le contrôle » de la page Wikipédia et de la ripoliner, écrivant notamment « Wikipédia, il y a plusieurs choses à faire. Il faut prendre le contrôle sur cette page. Il ne suffit pas juste de supprimer le paragraphe sur Le Canard enchaîné, il faut le réécrire de toute façon et le sourcer quand on le réécrit,. ». Plusieurs adresses IP des auteurs de ces modifications se révèlent être celles d'ordinateurs provenant de l'Assemblée nationale,.

### Utilisation des ressources de l’Assemblée pour une campagne municipale
Le 22 juin 2020, Mediapart, s'appuyant sur « de nombreux documents », rapporte que Laetitia Avia aurait fait travailler au moins deux de ses assistants parlementaires sur la campagne des élections municipales de 2020 dans le 12e arrondissement de Paris, liste sur laquelle elle est candidate, alors que le Code électoral interdit à un député de faire travailler ses assistants parlementaires pour des tâches qui ne concernent pas le mandat législatif. Elle aurait en outre organisé une ou plusieurs réunions consacrées à ce scrutin local dans sa permanence parlementaire,. Alors que la députée dément ces accusations, Aurélien Véron et Valérie Montandon (têtes de listes LR respectivement dans l'arrondissement Paris Centre et dans le 12e arrondissement) saisissent la justice, mais voient leur plainte rejetée et sont condamnés à verser 2 000 euros à Laetitia Avia en juin 2020,.